# METAR
METAR staat voor Meteorological Aerodrome Report. Het is een weerrapport over de actuele weerssituatie dat routinematig wordt opgesteld door de meteodienst op een vliegveld. Het weerrapport wordt in METAR-code verstrekt aan luchtvarenden. Weerwaarnemingen in METAR-code hebben een vierletterige plaatsindicator volgens de standaarden van de ICAO en de WMO.

## Uitleg code
Een weerrapport bestaat uit twaalf onderdelen, niet elk onderdeel hoeft in elk weerrapport te zitten, maar volgen wel deze volgorde. De Verenigde Staten en Canada gebruiken net andere codes, de codes in deze uitleg volgen de internationale standaard.

### Luchtvaartcode en tijd
Dit onderdeel bestaat uit vier delen:
- METAR (Aviation routine weather report, afkorting komt van Meteorological Aerodrome Report), om aan te geven dat dit een METAR weerrapport is. METAR wordt gemaakt door het meteorologisch personeel op een civiel of militair vliegveld. Over het algemeen wordt 1x tot 2x per uur een METAR-bericht gemaakt, afhankelijk van het vliegveld.
- ICAO-code van het vliegveld
- dag van de maand en de tijd in UTC gevolgd door Z (de Z staat voor 'zero meridian time zone' en wordt uitgesproken als 'Zulu')
- hoe het weerrapport tot stand is gekomen. Deze opties kunnen er staan:
  - AUTO, automatisch gemaakt zonder menselijke tussenkomst
  - COR, gecorrigeerd op een eerder verspreide versie

Voorbeeld:
```
METAR EHAM 161325Z
```

Dit betekent dat dit METAR-rapport is gemaakt op Schiphol op de zestiende dag van de huidige maand om 13:25 UTC. Dit rapport is niet automatisch gemaakt en ook niet gecorrigeerd

### Wind
Het onderdeel wind bestaat uit vier delen:
- windrichting in graden ten opzichte van het ware noorden. 180 is zuid en 90 is het oosten
- gemiddelde windsnelheid van de 10 minuten voor het maken van het rapport
- uitschieters in de afgelopen 10 minuten. Voorafgaand met een G (van het Engelse woord gust). Meestal wordt dit pas weergegeven als het verschil tussen de uitschieters en de gemiddelde windsnelheid 10 knopen of meer bedraagt.
- eenheid van de windsnelheid:
  - KT Knopen
  - MPS meter per seconde
  - KMH kilometer per uur
- variabele windrichting,

Als het nauwelijks waait, dan wordt de wind vaak zo weergegeven:
```
00000KT
```

Voorbeeld:
```
23022G33KT
```

Dit betekent dat de windrichting 230° is (zuidwesten) ten opzichte van het ware noorden. De gemiddelde windsnelheid bedroeg 22 knopen met uitschieters tot 33 knopen.
Bij variërende windrichtingen onder de 4 knopen wordt dit aangegeven met variabel: 
```
VRB03KT 
```

Bij snelheden van 4 knopen of meer wordt aangegeven tussen welke richtingen de wind draait: 
```
220V25025KT
```

### Zicht
Het zicht wordt gegeven met vier getallen in meters. Als het zicht slechter is dan 50 meter, dan staat er 0000 en als het zicht 10 kilometer is of groter is dan 10 kilometer, dan staat er 9999. Indien het zicht naar een bepaalde richting slechter is dan een andere richting, wordt het zicht gevolgd door de windrichting (E is oost, S is zuid, NW is noordwesten, etc.). Dit gebeurt alleen als het zicht in de ene richting slechter is dan 1500 meter en in een andere richting beter is dan 5000 meter.
Voorbeeld:
```
1000SE 5000N
```

Dit betekent dat in het zuidoosten het zicht 1000 meter bedraagt en in het noorden 5000 meter.
Bij automatische zichtmeting, bijvoorbeeld na sluitingstijd van het vliegveld, wordt aan de zichtwaarde de afkorting NDV (No Directional Variation) toegevoegd, om aan te geven dat het zicht slechts in één richting door een automatische sensor is bepaald.
Voorbeeld:
```
5000NDV
```

In Amerikaanse landen wordt als eenheid de Statute Mile gebruikt (sm). Eén statute mile = 1609 meter (Engelse mijl)

### Zicht op een start- of landingsbaan
Het onderdeel zicht op een start- of landingsbaan bestaat uit drie of vier delen:
- de naam van de betreffende baan:
  - beginnend met een R (runway)
  - de richting van de baan in tientallen graden (09 is oost, 27 is west, etc.)
  - eventueel een toevoeging indien er meerdere banen in dezelfde richting liggen:
    - R (right) rechts
    - C (center) midden
    - L (left) links

  - afgesloten door een /
- het zicht in vier getallen in meters, als het zicht hoger of lager ligt dan de gemeten waarde komt er een voorvoegsel:
  - M (minus) lager
  - P (plus) hoger
- als het zicht varieert, dan volgt er een V met het voorvoegsel en het zicht in meters
- de tendens van de laatste 10 minuten voor dit rapport:
  - U (up) toenemend
  - N (no change) geen veranderingen
  - D (down) afnemend

Voorbeeld:
```
R28L/2000VP2500D
```

Dit betekent dat baan 28 links (de linker baan richting het westen) een zicht heeft van tussen de 2000 en 2500 meter en het zicht is aan het afnemen. In ATIS-berichten en radiocommunicatie tussen de luchtverkeersleiding en vliegtuigen wordt het zicht op een start- of landingsbaan aangeduid met de term Runway Visual Range, in de praktijk meestal afgekort als RVR.

### Huidig weer
De weersituatie wordt weergegeven in de vorm van (groepen van) twee letters:
- voorvoegsels:
  - BC (banc) banken
  - BL (blowing) hoog opgewaaid
  - DR (drifting) laag opgewaaid
  - FZ (freezing) onderkoeld
  - MI (minor) laaghangend
  - PR (partial) gedeeltelijk
  - SH (showers) bui(en)
  - TS (thunderstorm) onweer
- neerslag:
  - DZ (drizzle) motregen
  - GR (grêle), hagel, groter dan 5 millimeter
  - GS (grésil), hagel, kleiner dan 5 millimeter
  - IC (ice crystals) ijsnaalden
  - PL (ice pellets) ijsregen
  - RA (rain) regen
  - SG (snow grains) motsneeuw
  - SN (snow) sneeuw
  - UP (unidentified precipitation) neerslagvorm niet vastgesteld
- zichtbelemmeringen:
  - BR (brume/mist), nevel, zicht meer dan 1000 meter
  - DU (widespread dust) verspreid stof
  - FG (fog) mist, zicht minder dan 1000 meter
  - FU (fume) rook
  - HZ (haze) heiig  nevel
  - PY (spray)
  - SA (sand) zand of stof
  - VA (volcanic ash) vulkanisch as
- overig:
  - DS (dust storm) stofstorm
  - FC (funnel cloud) water- of windhoos
  - +FC tornado
  - LN (lightning) weerlicht, in Nederland niet meer gebruikt
  - PO (poussière) stofhoos
  - SS (sandstorm) zandstorm
  - SQ (squall) zware windstoten

Voorafgaand aan deze lettercodes kunnen deze voorvoegsels voorkomen en deze hebben betrekking op de neerslag:
- + zwaar
- - licht
- VC (vicinity) niet op de plek van de meting, maar tussen een straal van 8 KM tot 16 KM van het vliegveld.[1]

Voorbeeld:
```
FZFG
```

Dit betekent aanvriezende mist.
Voorbeeld:
```
-RADZ BR
```

Dit betekent dat er lichte regen en motregen valt en dat er nevel is waargenomen (zicht 1000 meter of meer).

### Bewolking
Deze volgorde van codes kunnen er komen:
- De hoeveelheid bewolking wordt door de volgende lettercodes aangegeven:
  - SKC (sky clear) 0/8 van de lucht bedekt met wolken of 0 octa's bewolking
  - FEW (few) 1/8 tot 2/8
  - SCT (scattered) 3/8 tot 4/8
  - BKN (broken) 5/8 tot 7/8
  - OVC (overcast) 8/8
  - VV (vertical visibility) indien het zicht dermate slecht is dat er geen duidelijke wolkenbasis kan worden vastgesteld, wordt het verticale zicht weergegeven
  - CLR (clear) geen wolken onder de 3500 meter, wordt voornamelijk bij automatische METAR's gebruikt
  - NSC (no significant clouds), geen wolken onder de 1500 meter en geen cumulonimbuswolk in de buurt
  - NCD (no clouds detected), door de wolkenbasishoogtemeter zijn geen wolken gedetecteerd
- De hoogte van de wolkenbasis wordt aangegeven in honderden voeten of als het niet gemeten kan worden /// (bijvoorbeeld in erg dichte mist)
- Als er een cumulonimbuswolk in de buurt zit, wordt dat weergegeven door:
  - CB (cumulonimbus) onweerswolk
  - TCU (towering cumulus) wolk met grote verticale opbouw

Alleen bij bovenstaande wolkengeslachten wordt de naam achter de wolkenbasishoogte toegevoegd.
Voorbeeld:
```
FEW006 FEW023CB SCT040 BKN250
```

Dit betekent dat er bewolking zit op:
- 600 voet (183 meter) van 1 tot 2 octa
- 2300 voet (701 meter) van 1 tot 2 octa en dat dit een cumulonimbuswolk is
- 4000 voet (1219 meter) van 3 tot 4 octa
- 25000 voet (7620 meter) van 5 tot 7 octa

### CAVOK
Als aan de volgende voorwaarden worden voldaan, dan komt er CAVOK (ceiling/clouds and visibility ok) te staan:
- Geen bewolking onder de 5000 voet (1524 meter) of onder de MSA ( Minimum Safety Altitude ) indien deze hoger is dan 5000 voet
- geen Cumulonimbus- of Towering Cumuluswolken.
- zicht 10 kilometer of beter
- geen mist of neerslag
- geen significant weer

Deze code vervangt de blokken zicht, huidig weer en bewolking. Ook militaire velden gebruiken de afkorting CAVOK.

### Temperatuur en dauwpunt
In deze volgorde wordt de temperatuur en het dauwpunt weergegeven:
- de temperatuur afgerond op hele graden Celsius, bestaande uit twee cijfers
- het dauwpunt afgerond op hele graden Celsius, bestaande uit twee cijfers. Als het dauwpunt onbekend is staat er //

Als de temperatuur en/of het dauwpunt onder nul is, komt er een M van min
Voorbeeld:
```
03/M04
```

Dit betekent dat de temperatuur 3°C is en het dauwpunt -4°C.
Voorbeeld:
```
20///
```

Dit betekent dat de temperatuur 20°C is en het dauwpunt is onbekend.

### Luchtdruk, gecorrigeerd naar zeeniveau
Luchtdruk (QNH) wordt door de volgende codes weergegeven:
- de eenheid van luchtdruk:
  - Q (QNH) in millibar/hectopascal
  - A (altimetersetting) in honderdsten inches, deze notatie wordt voornamelijk gebruikt in de Verenigde Staten en Canada
- vier getallen, indien de luchtdruk lager is dan 1000, wordt het opgevuld met nullen

Voorbeeld:
```
Q0998
```

De luchtdruk is 998 millibar.

### Recent weer
In dit onderdeel worden de codes uit onderdeel huidig weer gebruikt. Voorafgaand wordt er RE (recent) gebruikt. Dit onderdeel geeft het weer van het afgelopen uur aan.
Voorbeeld:
```
RETS
```

Afgelopen uur was onweer waargenomen.

### Windschering
Indien er windschering op een start- of landingsbaan is, dan worden de volgende codes gebruikt:
- WS (wind shear) gevolgd door een spatie, geeft aan dat er windschering is
- ALL RWY indien het alle banen betreft of als het maar één baan betreft:
  - RWY (runway)
  - de richting van de baan, zie zicht op een start- of landingsbaan

Voorbeeld:
```
WS RWY09R
```

Dit betekent dat er windschering is op de rechterbaan die richting het oosten (90°) ligt.

### Tendens
Dit onderdeel komt niet voor bij AUTO-metars en wordt door een meteoroloog samengesteld. Er zit een verschil tussen militaire en burgervliegvelden.

#### Militair
De militaire vliegvelden maken gebruik van een colourstate. 
Voor de bepaling wordt uitgegaan van het slechtst gemeten of waargenomen zicht en de laagste basis van een wolkenlaag die een bedekkingsgraad heeft van 3/8 of meer (SCTattered of meer). De volgende tabel geeft de verschillende kleuren met hun codes en bijbehorende limieten aan:
| Zicht en wolkenbasis minstens SCT | >= 8000 meter | 5000 - 8000 meter | 3700 - 5000 meter | 1600 - 3700 meter | 0800 - 1600 meter | < 0800 meter |
| --------------------------------- | ------------- | ----------------- | ----------------- | ----------------- | ----------------- | ------------ |
| >= 2500 voet                      | BLU           | WHT               | GRN               | YLO               | AMB               | RED          |
| 1500 - 2500 voet                  | WHT           | WHT               | GRN               | YLO               | AMB               | RED          |
| 700 - 1500 voet                   | GRN           | GRN               | GRN               | YLO               | AMB               | RED          |
| 300 - 700 voet                    | YLO           | YLO               | YLO               | YLO               | AMB               | RED          |
| 200 - 300 voet                    | AMB           | AMB               | AMB               | AMB               | AMB               | RED          |
| < 200 voet                        | RED           | RED               | RED               | RED               | RED               | RED          |

De colorstate BLACK wordt gebruikt indien de landings- en startbaan niet gebruikt kunnen worden, dit kan een meteorologische reden zijn (vb: gladheid).

#### Burger
Burgervliegvelden gebruiken de volgende codes:
- veranderingsindicator: (deze kunnen ook gebruikt worden op militaire vliegvelden in combinatie met de colourstates)
  - NOSIG (no significant change) geen significante veranderingen
  - BECMG (becoming) geleidelijke verandering in de komende 2 uur
  - TEMPO (temporarily) tijdelijke verandering
  - INTER (intermittent) met intervallen (in Australië)
  - FM (from) verandering vanaf het aangegeven tijdstip
  - TL (until) verandering tot aan het aangegeven tijdstip
  - AT (at) verandering op het aangegeven tijdstip
  - FCST CANCEL geeft aan dat gedurende een bepaalde periode geen landingsverwachting wordt gemaakt

- eventueel tijdstip
- eerder genoemde onderdelen, zoals zicht en huidig weer of:
  - NSC (no significant clouds) geen significante wolken
  - NSW (no significant weather) geen significant weer

Voorbeeld:
```
AMB BECMG RED
```

Dit betekent dat de colorstate van amber (zicht < 1,6 kilometer en/of wolkenbasis < 300 voet) naar rood (zicht < 0,8 kilometer en/of wolkenbasis < 200 voet) gaat.
Voorbeeld:
```
TEMPO TL 1530 2000 SN OVC010
```

Dit betekent dat tijdelijk tot 15:30 UTC het zicht 2000 meter is, het sneeuwt en de lucht volledig is bedekt met wolken op 1000 voet (304 meter).